# NGC 7130
NGC 7130 este o galaxie activă situată în constelația Peștele Austral. A fost descoperită în 1834 de către John Herschel. Se află la o distanță de 69,8 de megaparseci de Pământ.